# Énergie solaire en Europe

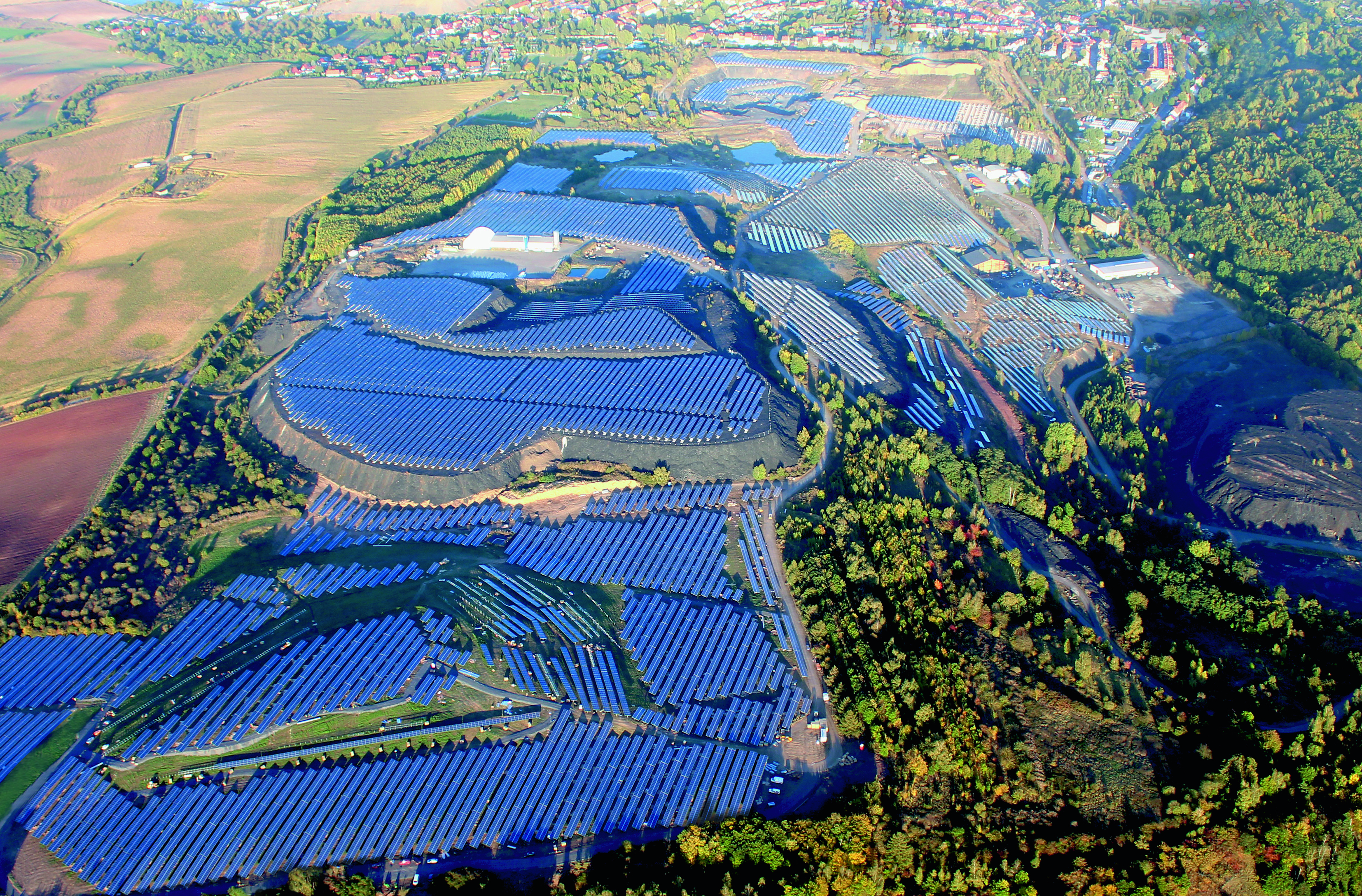
Centrale solaire photovoltaïque de Krughütte (29 MW) à Eisleben, Saxe-Anhalt en Allemagne, 2012.

La filière de l'énergie solaire en Europe a été pionnière au niveau mondial, mais a connu un net ralentissement de 2013 à 2018 sous l'effet de la crise et de problèmes d'intégration qui avaient été insuffisamment anticipés ; depuis 2019, sa croissance a repris un rythme exponentiel.
Dans le solaire thermique, le marché européen recule d'année en année depuis le pic atteint en 2008, malgré un regain en 2018 et 2019. L'Allemagne est largement en tête en termes de puissance installée avec 36,1 % du total européen en 2020, mais en puissance par habitant elle n'est qu'au 5e rang européen derrière Chypre, l'Autriche, la Grèce et le Danemark. En 2020, l'Europe représentait 11,9 % du parc mondial, loin derrière la Chine (72,8 %), mais par habitant les trois premiers pays européens sont devant la Chine, qui est au 7e rang mondial.
Dans le photovoltaïque, la part de l'Europe dans le parc mondial a chuté de 75 % en 2010 à 15,1 % en 2024, malgré une progression très rapide (+26,1 % en 2023) ; la principale raison de ce déclin est la croissance encore plus rapide des marchés asiatiques : en 2024, la part de marché de la Chine a été de 59 %, celle de l'Europe de 10,4 %, celle de l'Inde et du Pakistan de 8,1 %.
Le photovoltaïque a représenté 10,8 % de la production d'électricité de l'Union européenne en 2023 contre 3,8 % en 2018. Les cinq premiers pays producteurs totalisent 70,7 % du total de l'Union européenne : Allemagne 25,0 %, Espagne 18,1 %, Italie 12,1 %, France 8,2 %, Pays-Bas 7,3 %. L'Agence internationale de l'énergie estime la pénétration théorique du solaire photovoltaïque fin 2024 à environ 14 % de la production d'électricité dans l'Union européenne.
Le solaire thermodynamique a connu un démarrage rapide à partir de 2009, surtout en Espagne, mais la chute des coûts du photovoltaïque et l'arrêt des aides au solaire en Espagne en 2012 ont stoppé son développement. L'Espagne était encore en 2020 le leader mondial avec 36,4 % de la production du parc en fonctionnement mondial et 99 % du parc européen, mais sa part décroît progressivement avec le développement du solaire thermodynamique en Chine, au Moyen-Orient, au Chili, en Afrique du Sud, etc.

## Potentiel solaire de l'Europe

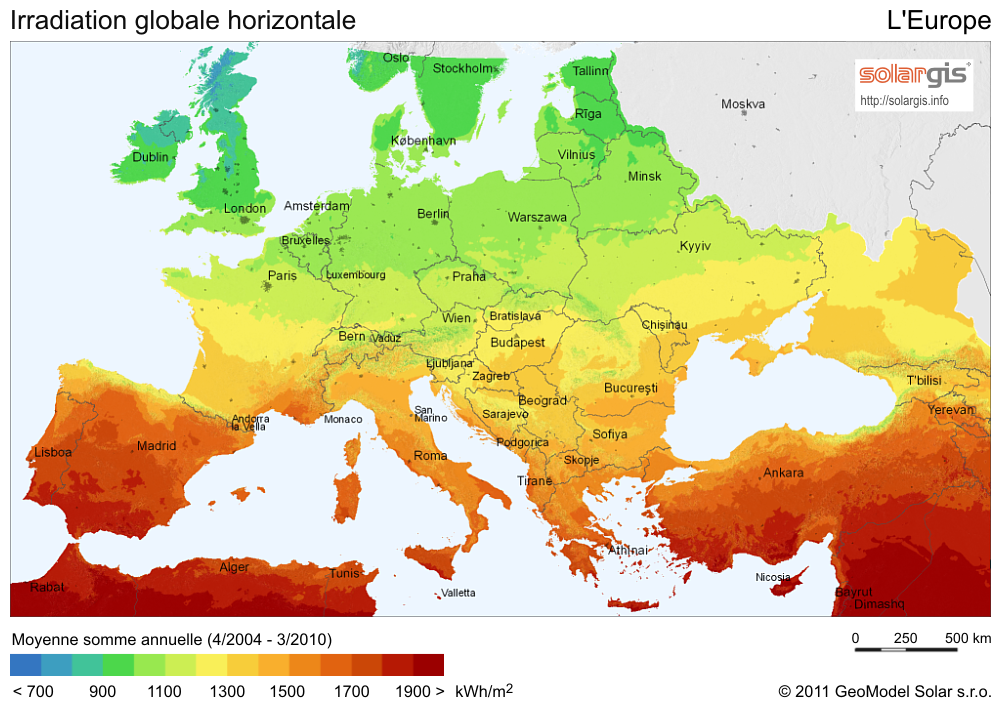
Carte de l'irradiation solaire annuelle globale horizontale et potentiel photovoltaïque en Europe. Source : SolarGIS © 2011 GeoModel Solar s.r.o.

L'irradiation solaire annuelle globale horizontale (IGH) figurée sur la carte ci-contre varie d'environ 800 kWh/m2 en Écosse à environ 1 800 kWh/m2 en Andalousie, en Crête et à Chypre. Pour référence, l'IGH en France est en moyenne de 1 274 kWh/m2.

## Solaire thermique

### Puissance installée thermique

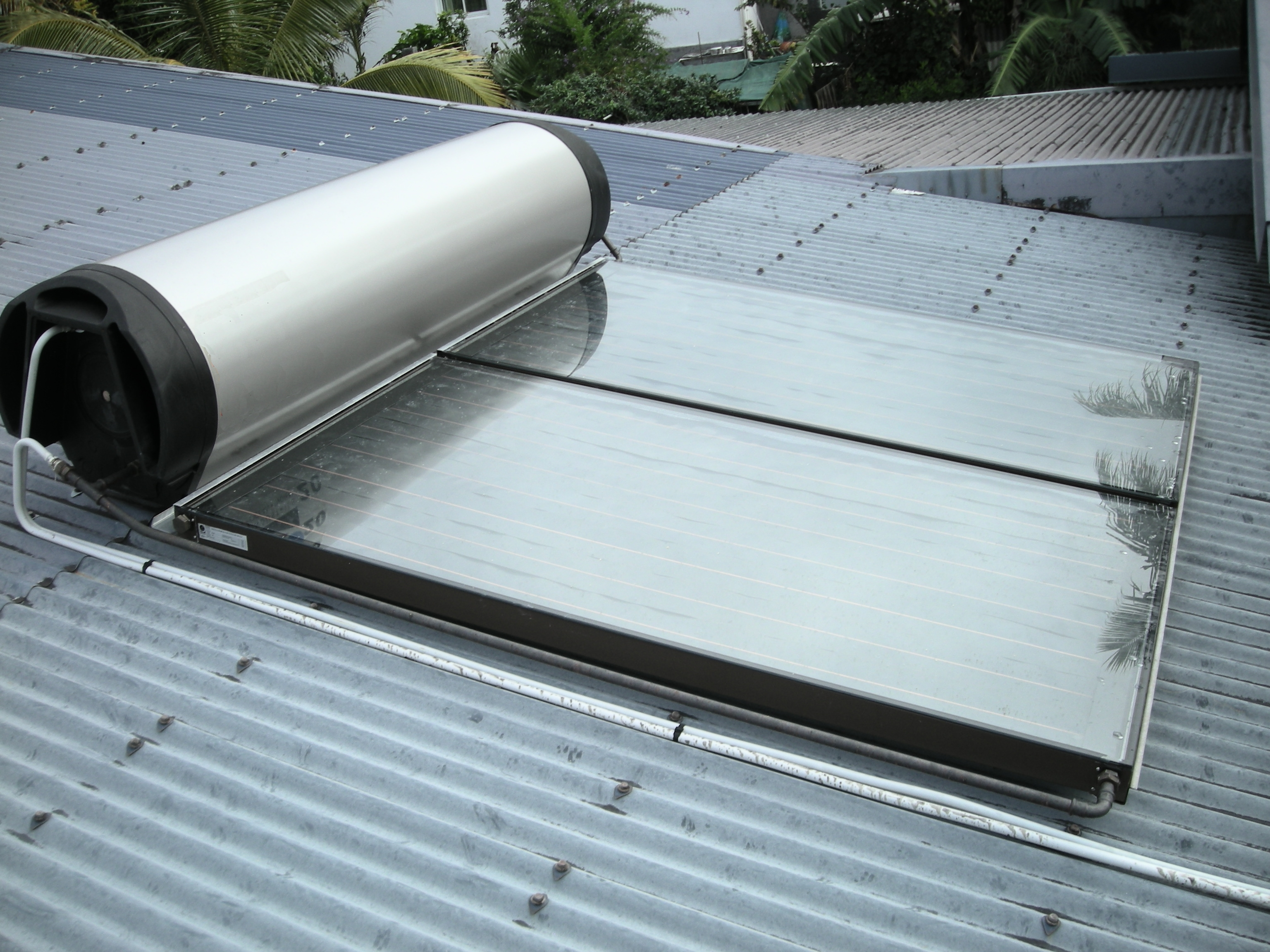
Chauffe-eau solaire monobloc sur toiture, 2009.

En 2020, les surfaces annuelles installées de capteurs destinés à la production d’eau chaude et au chauffage se sont élevées à 1,94 Mm2, en baisse de 15,3 % par rapport à 2019 (2,29 Mm2), équivalant à une puissance thermique de 1 358 MWth (1 603 MWth en 2019). Le parc cumulé de l'Union européenne atteint 53,87 Mm2 (37,71 Mm2) fin 2020, en progression de 1,7 %, compte tenu d’un déclassement de 1,1 Mm2. Le marché des réseaux de chaleur solaire thermique, qui représentait près de 10 % de la surface installée de capteurs solaires thermiques dans l’Union européenne en 2019, a vu sa part nettement diminuée en 2020 (2 à 3 %), le Danemark ayant raccordé seulement 4 champs de capteurs contre une quinzaine en 2019, du fait d'un engouement accru pour les pompes à chaleur de forte puissance. Sept autres réseaux ont été raccordés en Allemagne et deux en Autriche.
En 2020, l'Europe représentait 11,9 % du total mondial, loin derrière la Chine (72,8 %) ; mais pour la puissance installée par habitant, plusieurs pays européens figurent en tête du classement mondial : Chypre (2e), l'Autriche (4e) et la Grèce (5e), alors que la Chine n'est que 7e.
| Pays                                                  | Installations 2019 (m²) | Installations 2020 (m²)* | Parc cumulé fin 2020 (m²) | Puissance MWth |
| ----------------------------------------------------- | ----------------------- | ------------------------ | ------------------------- | -------------- |
| Allemagne                                             | 511 000                 | 643 000                  | 19 454 590                | 13 618         |
| Grèce                                                 | 361 350                 | 304 500                  | 4 991 000                 | 3 494          |
| Autriche                                              | 90 810                  | 75 340                   | 4 916 776                 | 3 442          |
| Espagne                                               | 204 150                 | 190 650                  | 4 595 815                 | 3 217          |
| Italie                                                | 147 225                 | 109 326                  | 4 453 091                 | 3 117          |
| France**                                              | 124 117                 | 120 812                  | 3 386 800                 | 2 371          |
| Pologne                                               | 287 190                 | 161 200                  | 2 857 200                 | 2 000          |
| Danemark                                              | 194 310                 | 14 613                   | 1 799 171                 | 1 259          |
| Portugal                                              | 59 850                  | 49 874                   | 1 397 829                 | 978            |
| Chypre                                                | 69 945                  | 76 784                   | 1 107 209                 | 775            |
| Belgique                                              | 27 800                  | 18 200                   | 780 770                   | 546            |
| Pays-Bas                                              | 51 491                  | 32 748                   | 669 682                   | 469            |
| République tchèque                                    | 23 000                  | 22 000                   | 576 504                   | 404            |
| Total UE-27                                           | 2 289 614               | 1 940 090                | 53 872 942                | 37 711         |
| Source : EurObserv'ER - * estimation ; ** DOM inclus. |                         |                          |                           |                |

| Pays                  | 2011 | 2013 | 2017 | 2020 |
| Chypre                | 609  | 551  | 521  | 873  |
| Autriche              | 397  | 419  | 413  | 387  |
| Grèce                 | 253  | 263  | 299  | 326  |
| Danemark              | 78   | 108  | 168  | 216  |
| Allemagne             | 130  | 150  | 164  | 164  |
| Malte                 | 80   | 83   | 112  | 101  |
| Portugal              | 58   | 68   | 83   | 95   |
| Luxembourg            | 37   | 51   | 72   | 81   |
| Slovénie              | 65   | 72   | 84   | 75   |
| Espagne               | 41   | 48   | 62   | 68   |
| Pologne               | 17   | 27   | 39   | 53   |
| Italie                | 34   | 43   | 47   | 52   |
| Croatie               | nd   | 23   | 34   | 51   |
| Irlande               | 27   | 43   | 51   | 48   |
| Belgique              | 27   | 34   | 45   | 47   |
| Bulgarie              | 11   | 8    | 14   | 45   |
| République tchèque    | 53   | 65   | 75   | 38   |
| France*               | 25   | 27   | 32   | 35   |
| Suède                 | 35   | 36   | 38   | 30   |
| Slovaquie             | 19   | 21   | 24   | 28   |
| Pays-Bas              | 35   | 37   | 26   | 27   |
| Hongrie               | 9    | 14   | 22   | 27   |
| Lettonie              | 4    | 6    | 9    | 18   |
| Estonie               | 1    | 4    | 7    | 11   |
| Finlande              | 5    | 6    | 7    | 10   |
| Roumanie              | 4    | 6    | 9    | 8    |
| Lituanie              | 1    | 3    | 5    | 7    |
| Union européenne      | 55   | 62   | 70   | 84   |
| * France : DOM inclus |      |      |      |      |

En 2013, le marché du solaire thermique a connu une cinquième année de recul : -13,2 %, avec 3,03 millions de m3 contre plus de 4,6 millions de m3 en 2008, année record. Une partie de ce recul s'explique par la diminution de la surface moyenne des capteurs en raison de leur meilleure efficacité ; la baisse du marché est aussi liée à la crise, en particulier à la baisse du marché de la construction de logements ; enfin, la bulle spéculative du photovoltaïque causée par des incitations mal calibrées a fait concurrence au solaire thermique, dont le temps de retour sur investissement est apparu moins intéressant pour les acquéreurs, et les pouvoirs publics ont accordé moins d'efforts promotionnels au solaire thermique.
| Chauffage solaire dans l'Union européenne (MWth) | Chauffage solaire dans l'Union européenne (MWth) | Chauffage solaire dans l'Union européenne (MWth) | Chauffage solaire dans l'Union européenne (MWth) | Chauffage solaire dans l'Union européenne (MWth) | Chauffage solaire dans l'Union européenne (MWth) | Chauffage solaire dans l'Union européenne (MWth) |
| ------------------------------------------------ | ------------------------------------------------ | ------------------------------------------------ | ------------------------------------------------ | ------------------------------------------------ | ------------------------------------------------ | ------------------------------------------------ |
| Pays                                             | 2008                                             | 2009                                             | 2010,                                            | 2011                                             | 2012                                             | 2013                                             |
| Allemagne                                        | 7 766                                            | 9 036                                            | 9 831                                            | 10 496                                           | 11 416                                           | 12 055                                           |
| Autriche                                         | 2 268                                            | 3 031                                            | 3 227                                            | 2 792                                            | 3 448                                            | 3 538                                            |
| Grèce                                            | 2 708                                            | 2 853                                            | 2 855                                            | 2 861                                            | 2 885                                            | 2 915                                            |
| Italie                                           | 1 124                                            | 1 410                                            | 1 753                                            | 2 152                                            | 2 380                                            | 2 590                                            |
| Espagne                                          | 988                                              | 1 306                                            | 1 543                                            | 1 659                                            | 2 075                                            | 2 238                                            |
| France                                           | 1 137                                            | 1 287                                            | 1 470                                            | 1 277                                            | 1 691                                            | 1 802                                            |
| Pologne                                          | 254                                              | 357                                              | 459                                              | 637                                              | 848                                              | 1 040                                            |
| Portugal                                         | 223                                              | 395                                              | 526                                              | 547                                              | 677                                              | 717                                              |
| République tchèque                               | 116                                              | 148                                              | 216                                              | 265                                              | 625                                              | 681                                              |
| Pays-Bas                                         | 254                                              | 285                                              | 313                                              | 332                                              | 605                                              | 616                                              |
| Danemark                                         | 293                                              | 339                                              | 379                                              | 409                                              | 499                                              | 550                                              |
| Chypre                                           | 485                                              | 490                                              | 491                                              | 499                                              | 486                                              | 476                                              |
| Royaume-Uni                                      | 270                                              | 333                                              | 374                                              | 460                                              | 455                                              | 475                                              |
| Suède                                            | 202                                              | 217                                              | 227                                              | 236                                              | 337                                              | 342                                              |
| Belgique                                         | 188                                              | 204                                              | 230                                              | 226                                              | 334                                              | 374                                              |
| Irlande                                          | 52                                               | 85                                               | 106                                              | 111                                              | 177                                              | 196                                              |
| Slovénie                                         | 96                                               | 111                                              | 116                                              | 123                                              | 142                                              | 148                                              |
| Hongrie                                          | 18                                               | 59                                               | 105                                              | 120                                              | 125                                              | 137                                              |
| Roumanie                                         | 66                                               | 80                                               | 73                                               | 74                                               | 93                                               | 110                                              |
| Slovaquie                                        | 67                                               | 73                                               | 84                                               | 100                                              | 108                                              | 113                                              |
| Croatie                                          |                                                  |                                                  |                                                  |                                                  | 84                                               | 98                                               |
| Bulgarie                                         | 22                                               | 56                                               | 74                                               | 81                                               | 58                                               | 59                                               |
| Malte                                            | 25                                               | 29                                               | 32                                               | 36                                               | 34                                               | 35                                               |
| Finlande                                         | 18                                               | 20                                               | 23                                               | 23                                               | 30                                               | 33                                               |
| Luxembourg                                       | 16                                               | 19                                               | 22                                               | 25                                               | 23                                               | 27                                               |
| Lettonie                                         | 1                                                | 1                                                | 1                                                | 3                                                | 10                                               | 12                                               |
| Lituanie                                         | 1                                                | 2                                                | 2                                                | 3                                                | 6                                                | 8                                                |
| Estonie                                          | 1                                                | 2                                                | 2                                                | 3                                                | 4                                                | 6                                                |
| Union européenne (GW)                            | 19,08                                            | 21,60                                            | 23,49                                            | 25,55                                            | 29,66                                            | 31,39                                            |

### Politique énergétique

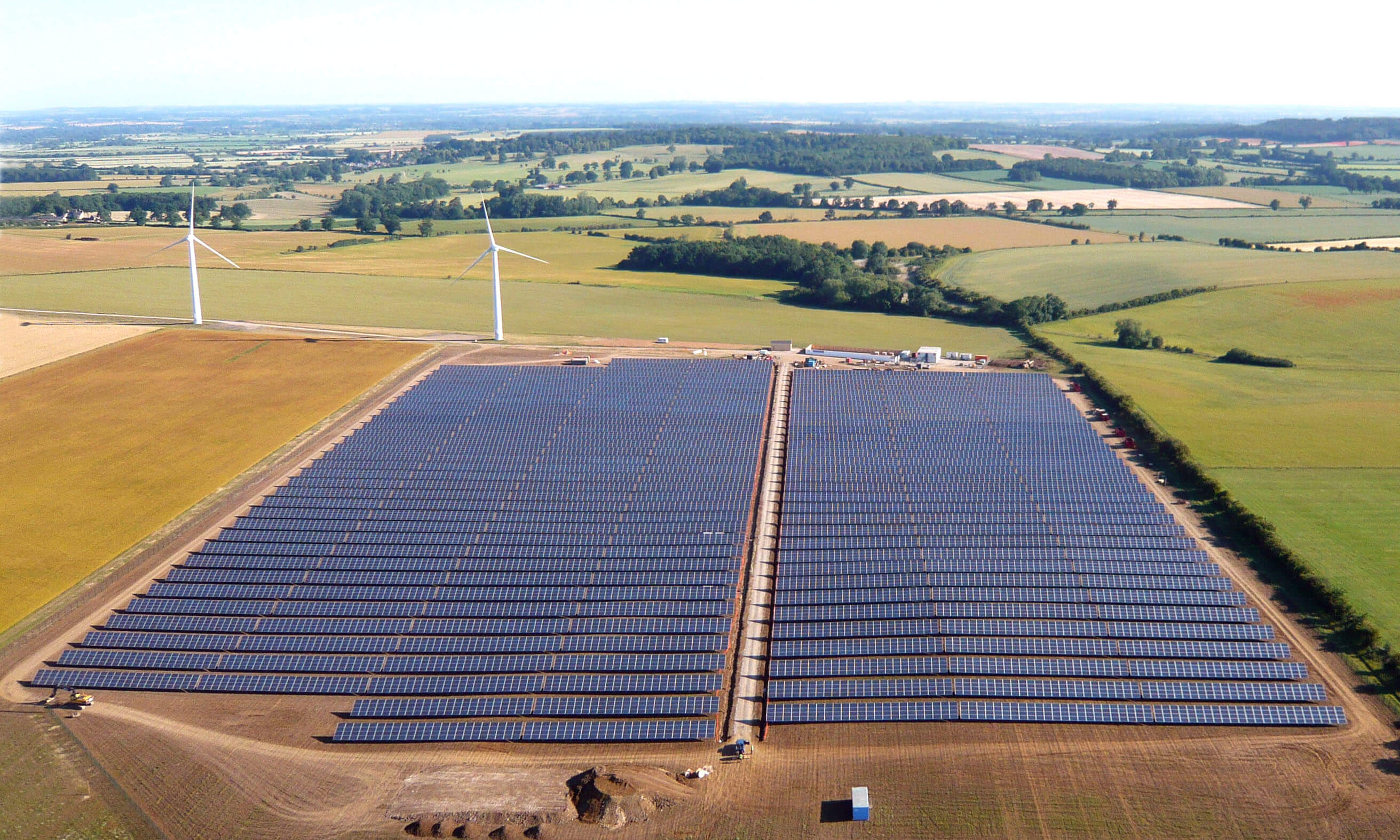
Centrale photovoltaïque coopérative de Westmill (5 MWc), Royaume-Uni, 2011.

La directive 2009/28/EC sur les énergies renouvelables, découlant du paquet climat-énergie, a pour la première fois pris en compte le secteur du chauffage et de la production de froid. Chacun des pays membre a élaboré un plan pour parvenir aux objectifs fixés (20 % de renouvelables en 2020). Le rapport 2013 de la Commission européenne sur l'avancement des programmes d'énergies renouvelables note que le secteur du chauffage et du froid n'a reçu aucun objectif, même indicatif, et a connu une progression lente depuis 2005, et que de plus les analyses entreprises par la Commission suggèrent que la part des EnR dans ce secteur pourrait décliner au cours des années 2011 et suivantes.
Les associations européennes des filières du solaire thermique (Estif), de la géothermie (Egec) et de la biomasse (Aebiom) ont attiré le 19 mars 2014 l'attention du Conseil européen sur la nécessité d'investir dans les énergies renouvelables thermiques pour réduire la dépendance de l'Europe aux importations de gaz russe.

## Photovoltaïque

### Production d'électricité
Selon EurObserv'ER, 2024 a été une année de forte croissance de la production grâce à la forte augmentation des capacités de production, malgré un potentiel de production d’énergie solaire photovoltaïque globalement inférieur à la moyenne, en particulier dans l’Europe du Nord-Ouest et dans le sud de la Scandinavie. La production brute d’électricité solaire photovoltaïque de l'Union européenne a augmenté de 19,8 % pour atteindre 296,76 TWh, contre +18,4 % en 2023. Ce sont l’Allemagne et l’Espagne qui ont connu la plus forte augmentation en valeur, avec un gain identique de 10,3 TWh par rapport à 2023, soit +23,6 % en Espagne et +16,1 % en Allemagne. La France (+12,1 %) et les Pays-Bas (+10,6 %) ont été pénalisées par une année faiblement ensoleillée. Les plus fortes augmentations ont été réalisées à l'est : +53 % en Roumanie, +48,3 % en Bulgarie, +34,4 % en Pologne, +29,6 % en Hongrie.
L'Agence internationale de l'énergie (AIE) estime la pénétration théorique du solaire photovoltaïque fin 2024 à environ 14 % dans l'Union européenne ; il s'agit d'une estimation de la production mondiale d'électricité solaire photovoltaïque fondée sur la puissance installée au 31/12/2024, donc supérieure à la production de l'année ; les pays bénéficiant de la plus forte pénétration du solaire sont la Grèce (27,9 %), les Pays-Bas (25,5 %), l'Espagne (24,0 %), la Hongrie (20,6 %), le Chili (20,3 %), l'Australie (19,8 %), l'Allemagne (19,8 %), Chypre (19,5 %), Israël (16,6 %), Malte (16,6 %), la Pologne (14,5 %), l'Autriche (14,4 %), la Bulgarie (14,1 %) et le Brésil (14,0 %) ; la Chine a un taux de pénétration de 13,1 %, les États-Unis de 7,9 %, la France de 7,3 %.
La production brute d'électricité de l’Union européenne était de 2 749,6 TWh en 2023 ; la part de la production photovoltaïque était donc de 10,8 %.
| Pays | 2010  | 2015  | 2019   | 2020   | 2021   | 2022   | 2023   | % cons. 2023* | 2024   | % de l'UE en 2024 |
| Allemagne | 11,73 | 38,73 | 44,38  | 49,50  | 50,47  | 60,30  | 61,54  | 12,2 %        | 74,13  | 25,0 %            |
| Espagne | 6,42  | 8,27  | 9,42   | 15,67  | 21,92  | 31,19  | 43,03  | 17,4 %        | 53,68  | 18,1 %            |
| Italie | 1,91  | 22,94 | 23,69  | 24,94  | 25,04  | 28,12  | 30,71  | 10,3 %        | 36,00  | 12,1 %            |
| France | 0,62  | 7,75  | 12,16  | 13,19  | 15,36  | 19,63  | 22,69  | 5,1 %         | 24,47  | 8,2 %             |
| Pays-Bas | 0,06  | 1,11  | 5,40   | 8,57   | 11,30  | 17,08  | 19,99  | 18,0 %        | 21,64  | 7,3 %             |
| Pologne | 0     | 0,06  | 0,71   | 1,96   | 3,93   | 8,31   | 11,34  | 7,1 %         | 15,25  | 5,1 %             |
| Grèce | 0,16  | 3,90  | 4,43   | 4,45   | 5,25   | 7,14   | 8,28   | 17,5 %        | 10,00  | 3,4 %             |
| Hongrie | 0     | 0,14  | 1,50   | 2,46   | 3,80   | 4,73   | 6,96   | 15,8 %        | 8,97   | 3,0 %             |
| Autriche | 0,09  | 0,94  | 1,70   | 2,04   | 2,78   | 3,79   | 6,09   | 8,6 %         | 8,62   | 2,9 %             |
| Belgique | 0,56  | 3,06  | 4,25   | 5,11   | 5,62   | 6,88   | 7,29   | 9,2 %         | 8,00   | 2,7 %             |
| Portugal | 0,21  | 0,80  | 1,34   | 1,72   | 2,24   | 3,52   | 5,48   | 10,1 %        | 7,10   | 2,4 %             |
| Bulgarie | 0,01  | 1,38  | 1,42   | 1,47   | 1,47   | 2,09   | 3,52   | 9,8 %         | 5,22   | 1,8 %             |
| Suède | 0,01  | 0,10  | 0,68   | 1,05   | 1,53   | 1,98   | 3,10   | 2,4 %         | 4,14   | 1,4 %             |
| Danemark | 0,01  | 0,60  | 0,96   | 1,18   | 1,31   | 2,20   | 3,36   | 9,5 %         | 3,78   | 1,3 %             |
| Tchéquie | 0,62  | 2,26  | 2,32   | 2,29   | 2,25   | 2,63   | 3,21   | 4,9 %         | 3,59   | 1,2 %             |
| Roumanie | 0     | 1,98  | 1,78   | 1,73   | 1,70   | 1,99   | 2,23   | 4,3 %         | 3,41   | 1,1 %             |
| Lituanie | -     | 0,07  | 0,09   | 0,13   | 0,19   | 0,34   | 0,69   | 5,7 %         | 1,27   | 0,4 %             |
| Finlande | 0,005 | 0,01  | 0,15   | 0,22   | 0,30   | 0,39   | 0,65   | 0,8 %         | 1,15   | 0,4 %             |
| Slovénie | 0,01  | 0,27  | 0,30   | 0,37   | 0,45   | 0,65   | 1,02   | 7,4 %         | 1,11   | 0,4 %             |
| Estonie | -     | -     | 0,07   | 0,24   | 0,35   | 0,60   | 0,63   | 8,0 %         | 1,00   | 0,3 %             |
| Chypre | 0,01  | 0,13  | 0,22   | 0,30   | 0,47   | 0,60   | 0,72   | 14,1 %        | 1,00   | 0,3 %             |
| Slovaquie | 0,02  | 0,51  | 0,59   | 0,66   | 0,67   | 0,65   | 0,61   | 2,5 %         | 0,70   | 0,2 %             |
| Irlande | -     | 0,002 | 0,03   | 0,05   | 0,08   | 0,15   | 0,41   | 1,3 %         | 0,66   | 0,2 %             |
| Croatie | -     | 0,06  | 0,08   | 0,09   | 0,15   | 0,15   | 0,41   | 2,4 %         | 0,60   | 0,2 %             |
| Luxembourg | 0,02  | 0,10  | 0,13   | 0,16   | 0,18   | 0,28   | 0,32   | 4,3 %         | 0,52   | 0,2 %             |
| Lettonie | -     | -     | 0,003  | 0,004  | 0,006  | 0,04   | 0,24   | 3,5 %         | 0,40   | 0,1 %             |
| Malte | 0,001 | 0,09  | 0,19   | 0,24   | 0,26   | 0,29   | 0,31   | 10,7 %        | 0,33   | 0,1 %             |
| Union européenne | 22,50 | 95,27 | 120,03 | 140,24 | 157,51 | 205,73 | 247,80 | 10,8 %        | 296,76 | 100 %             |
| Autres pays européens ou voisins : |       |       |        |        |        |        |        |               |        |                   |
| Turquie | -     | 0,19  | 9,25   | 10,95  | 13,94  | 16,89  | 18,72  | 6,2 %         |        |                   |
| Royaume-Uni | 0,04  | 7,53  | 12,42  | 12,50  | 12,07  | 13,28  | 13,83  | 4,9 %         |        |                   |
| Ukraine | -     | 0,48  | 2,93   | 5,97   | 6,56   | 4,20   | nd     | 4,2 %         |        |                   |
| Suisse | 0,09  | 1,12  | 2,18   | 2,60   | 2,84   | 3,86   | 4,42   | 7,0 %         |        |                   |
| Russie | -     | 0,33  | 1,28   | 2,02   | 2,22   | 2,56   | nd     | 0,25 %        |        |                   |
| Norvège | -     | -     | 0,01   | 0,08   | 0,11   | 0,17   | 0,36   | 0,3 %         |        |                   |
| Serbie | -     | 0,01  | 0,01   | 0,01   | 0,01   | 0,02   | nd     | 0,05 %        |        |                   |
| Source : Agence internationale de l'énergie * Part de la consommation d'électricité couverte par la production solaire photovoltaïque en 2023. |       |       |        |        |        |        |        |               |        |                   |

EurObserv'ER note que 2023 a été moins exceptionnelle et plus contrastée que 2022 en termes d’ensoleillement. Selon le rapport 2023 de l’European State of the Climate (ESOTC) du programme européen Copernicus, le potentiel de production d’énergie solaire photovoltaïque a été inférieur à la moyenne dans le nord-ouest et l’Europe centrale et au-dessus de la moyenne dans le sud-ouest et le sud de l’Europe et la Scandinavie. La production brute d’électricité solaire photovoltaïque a augmenté de 18,4 % pour atteindre 243,5 TWh, soit 37,8 TWh de plus qu’en 2022, contre +46,6 TWh en 2022. Cette moindre performance s’explique surtout par la modeste augmentation de la production d’électricité allemande : +1,5 %. La production a augmenté de 55,6 % au Portugal, de 37,6 % en Espagne, de 37,1 % en Pologne, de 24 % aux Pays-Bas et de 18,3 % en France.
EurObserv'ER considère 2022 comme la première année où la filière solaire photovoltaïque européenne a enfin pleinement pu donner tout son potentiel. Selon le rapport 2022 de l’European State of the Climate, l’Europe a connu en 2022 sa durée d’ensoleillement la plus élevée jamais relevée (sur 40 ans) avec 130 heures d’ensoleillement de plus que la moyenne. La production brute d’électricité solaire photovoltaïque a augmenté de 29,6 % pour atteindre 205,2 TWh, soit 46,9 TWh de plus qu’en 2021. La Pologne a même doublé sa production en un an. Aux Pays-Bas, le pays le plus solarisé d’Europe si l’on tient compte du nombre d’habitants, le solaire photovoltaïque a représenté 15 % de la production d’électricité du pays. La part de l’électricité solaire a dépassé les 10 % en Allemagne (10,5 %), en Espagne (10,8 %), en Hongrie (13,1 %) et en Grèce (12,8 %).
Le marché solaire photovoltaïque de l’Union européenne est reste très actif en 2021 malgré des conditions de développement difficiles marquées par une reprise économique post COVID qui a perturbé les chaines d’approvisionnement des composants des systèmes photovoltaïques et entrainé des augmentations des prix des modules. L’attractivité du solaire photovoltaïque est cependant restée forte en raison des prix élevés du marché de l’électricité en 2021. La production d’électricité solaire de l’Union européenne a atteint 157,5 TWh en 2021, en croissance de 12,4 % par rapport à 2020. Les  plus fortes croissances sont observées en Pologne (+135 %), en Suède, en Espagne, aux Pays-Bas et au Portugal.
En 2019, la production d'électricité photovoltaïque de l'Union européenne est estimée à 131,8 TWh, en progression de 7,2 % (hors Royaume-Uni : 119,1 TWh, en progression de 8,2 %) ; elle a représenté un peu plus de 4 % de la production d'électricité européenne contre 3,8 % en 2018 et 3,4 % en 2017, et environ deux fois plus en Allemagne et en Italie. La part de l'autoconsommation a reculé de 22,6 % à 19,9 % en Italie, progressé de 15,2 % à 17,2 % au Portugal, et est estimée à 11 % en Allemagne.
En 2018, l'Europe du sud a souffert de conditions défavorables, le temps plus nuageux ayant fait chuter le facteur de charge de 1802 heures à 1638 heures en Espagne et de 1184 h à 1086 h en Italie ; à l'inverse, l'Europe du nord a bénéficié de meilleurs facteurs de charge : 1020 h contre 931 h en 2017 en Allemagne, 998 h contre 937 h au Royaume-Uni.

### Puissance installée

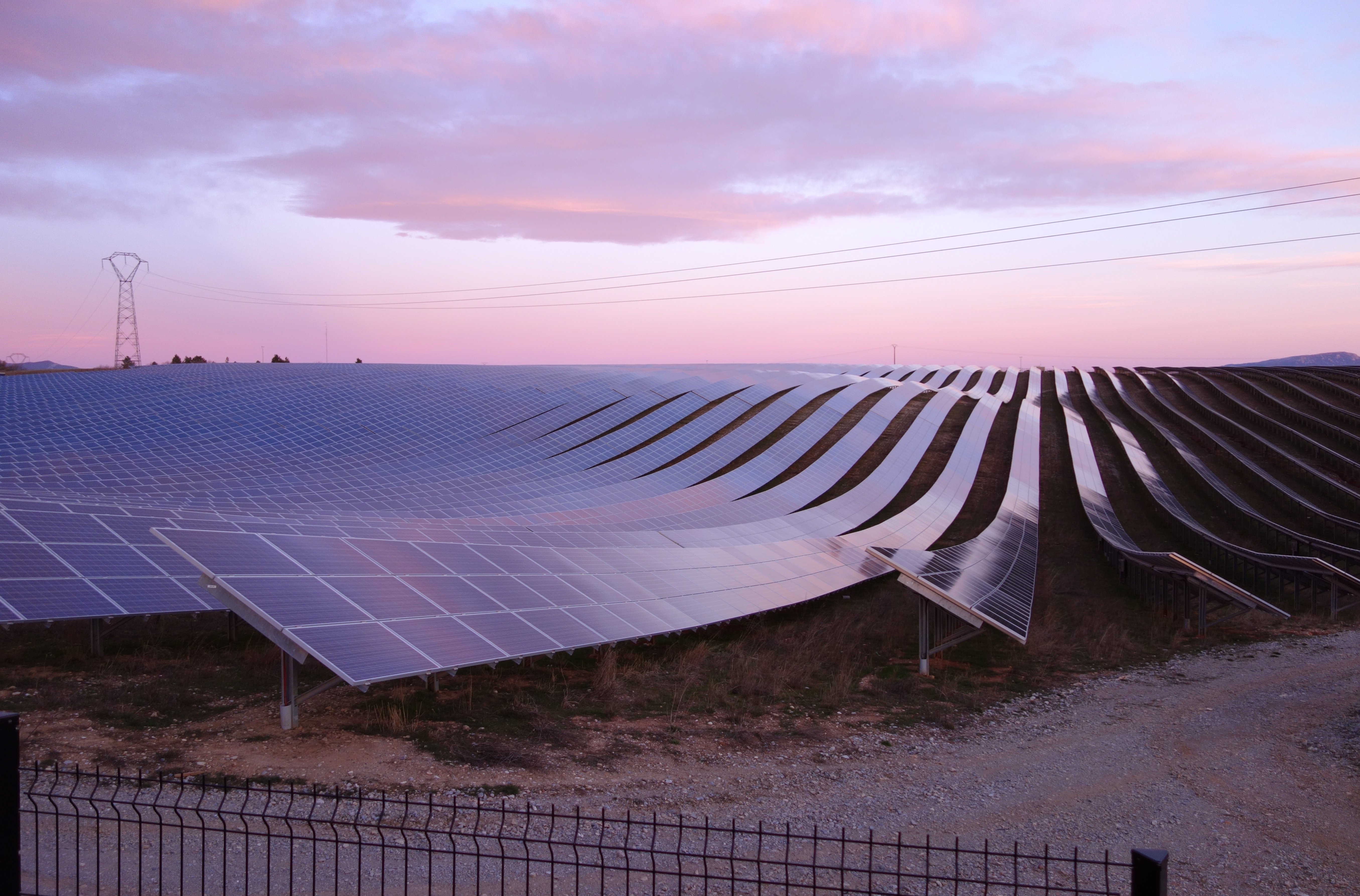
Parc de centrales photovoltaïques de la Colle des Mées, Les Mées (Alpes-de-Haute-Provence).

En 2024, l’Union européenne a mis en service 59 854,6 MWc de nouvelles installations photovoltaïques, en forte hausse par rapport à 2023 : +24,3 %, après 54 GWc en 2023 et 41,7 GWc en 2022 ; après déduction des mises hors service (131 MWc, dont 65 MWc en Allemagne et 64 MWc en France), la puissance installée du parc européen atteint 306,4 GWc à la fin de 2024, en progression de 24,2 %. La part de marché de l'Asie a été de 69,7 % en 2024, celle de l'Europe de 13 %, celle de l'Amérique du nord de 8,8 % et celle du reste du monde de 8,5 %. La puissance installée cumulée à la fin de 2024 se répartit en 62,2 % en Asie, 18,1 % en Europe, 10,4 % en Amérique du nord et 9,3 % dans le reste du monde. Les bons résultats du marché européen s’expliquent par le coût du kWh produit compétitif et les nouvelles facilités accordées par l’UE pour l’obtention des permis de construire. Le plan REPowerEU, applicable depuis le 30 décembre 2022, établit un cadre en vue d’accélérer le déploiement des énergies renouvelables. L’Allemagne est restée en 2024 le pays le plus actif, avec 24,2 % des nouvelles installations.
Selon l'AIE, la part de l'Union européenne dans la puissance installée photovoltaïque mondiale est de 15,1 % en 2024 (339,4 GWc sur 2 246 GWc), loin derrière la Chine : 1 048,5 GWc, soit 46,7 % du total mondial, mais devant les États-Unis : 224,1 GWc (10,0 %). L'Allemagne est au 4e rang des pays les plus équipés du monde (4,4 % du total mondial), derrière la Chine, les États-Unis et l'Inde. L'Espagne est au 7e rang (2,1 %), l'Italie au 9e rang, la France au 11e rang et les Pays-Bas au 12e rang.
| Pays                  | 2012   | 2013   | 2014  | 2015  | 2016  | 2017  | 2018  | 2019   | 2021   | 2022   | 2023   | 2024   |
| --------------------- | ------ | ------ | ----- | ----- | ----- | ----- | ----- | ------ | ------ | ------ | ------ | ------ |
| Allemagne             | 7 609  | 3 304  | 2 006 | 1 355 | 1 492 | 1 625 | 2 938 | 3 856  | 5 015  | 7 304  | 14 617 | 14 494 |
| Espagne               | 228    | 120    | 19    | 49    | 55    | 9     | 26    | 3 993  | 2 820  | 3 480  | 7 301  | 7 859  |
| Italie                | 3 369  | 1 364  | 190   | 302   | 382   | 399   | 440   | 759    | 950    | 2 490  | 5 236  | 6 467  |
| France*               | 1 136  | 672    | 952   | 880   | 589   | 908   | 862   | 966    | 2 792  | 2 385  | 3 200  | 5 007  |
| Pologne               | 1      | 1      | 26    | 57    | 98    | 100   | 214   | 755    | 3 715  | 4 774  | 4 887  | 4 364  |
| Pays-Bas              | 219    | 374    | 302   | 357   | 534   | 854   | 1 397 | 2 402  | 3 299  | 3 938  | 4 304  | 3 084  |
| Grèce                 | 912    | 1 042  | 17    | 10    | 0     | 2     | 46    | 148    | 674    | 993    | 1 023  | 2 600  |
| Autriche              | 234    | 209    | 159   | 150   | 159   | 173   | 164   | 223    | 766    | 1 009  | 1 405  | 2 226  |
| Hongrie               | 10     | 23     | 43    | 60    | 113   | 109   | 410   | 653    | 0      | 1 088  | 1 600  | 1 789  |
| Portugal              | 56     | 58     | 120   | 37    | 63    | 72    | 86    | 220    | 577    | 868    | 1 223  | 1 770  |
| Roumanie              | 46     | 973    | 271   | 32    | 46    | 2     | 3     | 0      | 15     | 20     | 108    | 1 700  |
| Bulgarie              | 703    | 104    | 1     | 0,1   | 0     | 8     | 0,4   | 32     | 89     | 451    | 1 355  | 1 660  |
| Lituanie              | 6      | 62     | 0     | 5     | 7     | 4     | 0     | 1      | 91     | 317    | 593    | 1 255  |
| Suède                 | 8      | 19     | 36    | 51    | 49    | 91    | 180   | 270    | 497    | 804    | 1 602  | 1 000  |
| Belgique              | 718    | 459    | 218   | 88    | 179   | 285   | 367   | 544    | 725    | 478    | 1 994  | 778    |
| Tchéquie              | 109    | 42     | 0     | 16    | 0     | 0     | 0     | 25     | 0      | 289    | 71     | 681    |
| Irlande               | 0,2    | 0,1    | 0,1   | 1     | 4     | 10    | 13    | 12     | 43     | 34     | 257    | 432    |
| Danemark              | 360    | 169    | 30    | 180   | 69    | 55    | 96    | 85     | 257    | 1 366  | 459    | 408    |
| Croatie               | 4      | 16     | 14    | 11    | 2     | 4     | 1     | 1,3    | 0      | 44     | 239    | 397    |
| Estonie               | 0      | 0      | 0     | 4     | 0     | 0     | 0     | 75     | 206    | 111    | 280    | 397    |
| Lettonie              | 0      | 0      | 0     | 0     | 0     | 0     | 0,3   | 1      | 3      | 49     | 240    | 341    |
| Slovénie              | 121    | 27     | 8     | 1     | 0     | 14    | 9     | 0,7    | 0      | 171    | 408    | 299    |
| Slovaquie             | 56     | 45     | 2     | 1     | 0     | 0     | 3     | 0      | 0      | 0      | 82     | 274    |
| Chypre                | 7      | 18     | 30    | 5     | 8     | 26    | 3     | 10     | 87     | 149    | 182    | 216    |
| Finlande              | 0      | 1      | 2     | 3     | 20    | 39    | 51    | 75     | 86     | 166    | 354    | 200    |
| Luxembourg            | 36     | 21     | 15    | 15    | 6     | 10    | 6     | 10     | 90     | 41     | 87     | 144    |
| Malte                 | 12     | 10     | 27    | 18    | 20    | 19    | 19    | 20     | 18     | 0      | 17     | 11     |
| Total UE 28           | 16 673 | 10 169 | 7 014 | 7 226 | 6 258 | 5 690 | 7 606 | 15 635 | 22 818 | 32 819 | 53 124 | 59 855 |
| * France : DOM inclus |        |        |       |       |       |       |       |        |        |        |        |        |

| Pays                                         | 2012   | 2013   | 2014   | 2015   | 2016    | 2017    | 2018    | 2019    | 2021    | 2022    | 2023    | 2024*   |
| -------------------------------------------- | ------ | ------ | ------ | ------ | ------- | ------- | ------- | ------- | ------- | ------- | ------- | ------- |
| Allemagne                                    | 32 703 | 36 402 | 38 408 | 39 763 | 40 716  | 42 339  | 45 277  | 49 016  | 60 108  | 67 596  | 74 701  | 89 130  |
| Espagne                                      | 4 603  | 4 766  | 4 872  | 4 921  | 4 973   | 4 725   | 4 751   | 9 233   | 13 715  | 23 311  | 29 579  | 37 438  |
| Italie                                       | 16 152 | 18 065 | 18 622 | 18 924 | 19 283  | 19 682  | 20 107  | 20 864  | 22 594  | 25 064  | 29 351  | 35 819  |
| France**                                     | 4 085  | 4 625  | 5 699  | 6 578  | 7 200   | 8 610   | 9 466   | 10 576  | 14 810  | 17 341  | 19 935  | 24 878  |
| Pays-Bas                                     | 365    | 739    | 1 048  | 1 405  | 2 049   | 2 903   | 4 300   | 6 924   | 14 911  | 19 600  | 21 275  | 24 359  |
| Pologne                                      | 3,6    | 4      | 30     | 87     | 194     | 287     | 486     | 1 317   | 7 415   | 12 170  | 16 581  | 20 945  |
| Grèce                                        | 1 543  | 2 586  | 2 603  | 2 604  | 2 604   | 2 605   | 2 652   | 2 794   | 4 277   | 5 430   | 6 689   | 9 289   |
| Belgique                                     | 2 768  | 3 040  | 3 140  | 3 228  | 3 561   | 3 610   | 4 254   | 4 530   | 6 012   | 6 756   | 8 352   | 9 130   |
| Autriche                                     | 422    | 630    | 785    | 935    | 1 096   | 1 269   | 1 433   | 1 661   | 2 783   | 3 792   | 6 395   | 8 620   |
| Hongrie                                      | 12     | 35     | 78     | 138    | 288     | 344     | 754     | 1 277   | 2 968   | 4 235   | 5 920   | 7 699   |
| Portugal                                     | 228    | 303    | 423    | 460    | 510     | 585     | 671     | 907     | 1 701   | 2 683   | 3 896   | 5 666   |
| Suède                                        | 24     | 43     | 79     | 130    | 153     | 244     | 424     | 698     | 1 601   | 2 392   | 3 993   | 4 993   |
| Roumanie                                     | 49     | 1 022  | 1 293  | 1 325  | 1 372   | 1 374   | 1 377   | 1 386   | 1 394   | 1 809   | 2 988   | 4 688   |
| Bulgarie                                     | 915    | 1 019  | 1 020  | 1 021  | 1 028   | 1 036   | 1 036   | 1 065   | 1 275   | 1 737   | 2 908   | 4 568   |
| Tchéquie                                     | 2 022  | 2 064  | 2 068  | 2 083  | 2 068   | 2 069   | 2 049   | 2 100   | 2 246   | 2 420   | 3 272   | 3 953   |
| Danemark                                     | 376    | 572    | 602    | 782    | 851     | 903     | 1 002   | 1 080   | 1 704   | 3 070   | 3 537   | 3 945   |
| Lituanie                                     | 6      | 68     | 68     | 73     | 80      | 74      | 82      | 83      | 255     | 572     | 1 153   | 2 408   |
| Slovénie                                     | 221    | 248    | 256    | 257    | 233     | 247     | 221     | 222     | 367     | 626     | 1 031   | 1 330   |
| Estonie                                      | 0,2    | 0,2    | 0,2    | 4      | 0       | 0       | 32      | 107     | 414     | 520     | 813     | 1 210   |
| Finlande                                     | 11     | 10     | 11     | 15     | 35      | 74      | 125     | 215     | 404     | 664     | 1 009   | 1 209   |
| Irlande                                      | 0,9    | 1      | 1,1    | 2,1    | 6       | 16      | 24      | 36      | 136     | 188     | 753     | 1 185   |
| Slovaquie                                    | 543    | 588    | 590    | 591    | 533     | 528     | 531     | 472     | 535     | 549     | 594     | 868     |
| Croatie                                      | 4,4    | 20     | 34     | 45     | 50      | 60      | 68      | 69      | 108     | 222     | 462     | 860     |
| Chypre                                       | 17     | 35     | 65     | 69     | 84      | 110     | 113     | 129     | 316     | 424     | 581     | 797     |
| Lettonie                                     | 1,5    | 1,5    | 1,5    | 1,5    | 1,3     | 0,7     | 2       | 3       | 8       | 113     | 319     | 660     |
| Luxembourg                                   | 77     | 95     | 110    | 125    | 122     | 132     | 134     | 141     | 276     | 317     | 404     | 548     |
| Malte                                        | 19     | 28     | 55     | 73     | 94      | 112     | 131     | 151     | 205     | 210     | 226     | 236     |
| Total UE 27                                  | 68 882 | 79 794 | 87 341 | 94 568 | 101 082 | 106 726 | 114 549 | 130 670 | 162 665 | 203 812 | 246 706 | 306 430 |
| * 2024 : provisoire ; ** France : DOM inclus |        |        |        |        |         |         |         |         |         |         |         |         |

| Pays             | 2012  | 2013  | 2014  | 2015  | 2016  | 2018  | 2019  | 2021  | 2022    | 2023    | 2024    |
| Pays-Bas         | 19,2  | 39,6  | 65,4  | 83,1  | 160,9 | 250,3 | 400,6 | 815,4 | 1 071,5 | 1 342,1 | 1 357,6 |
| Allemagne        | 399,5 | 447,2 | 474,1 | 489,8 | 512,0 | 546,9 | 590,4 | 706,2 | 809,7   | 974,3   | 1 068   |
| Autriche         | 49,9  | 81,7  | 90,6  | 108,9 | 142,3 | 162,4 | 187,5 | 314,5 | 422,3   | 570,8   | 941,2   |
| Grèce            | 136,7 | 233,7 | 236,8 | 241,7 | 242,2 | 246,9 | 260,5 | 371,0 | 503,8   | 619,6   | 893,1   |
| Estonie          |       |       |       |       |       |       | 80,8  | 311,3 | 379,9   | 585,7   | 880,2   |
| Lituanie         |       |       |       | 25,0  | 28,8  | 26,3  | 29,7  | 91,2  | 203,8   | 407,7   | 834,4   |
| Chypre           | 19,9  | 40,2  | 75,5  | 82,0  | 123,1 | 130,9 | 146,9 | 352,7 | 512,9   | 658,2   | 824,7   |
| Luxembourg       | 89,9  | 186,2 | 200,1 | 222,0 | 215,0 | 222,6 | 229,0 | 435,3 | 491,2   | 611,4   | 815,4   |
| Hongrie          |       |       |       |       | 37,6  | 77,1  | 130,7 | 219,0 | 418,6   | 607,8   | 803,3   |
| Belgique         | 240,0 | 267,3 | 277,2 | 286,7 | 338,4 | 373,2 | 395,5 | 544,7 | 558,6   | 745,1   | 772,6   |
| Espagne          | 97,8  | 100,7 | 102,9 | 106,0 | 109,8 | 101,8 | 196,7 | 276,5 | 362,5   | 636,6   | 770     |
| Bulgarie         | 127,4 | 139,9 | 140,8 | 141,7 | 144,8 | 146,9 | 152,1 | 171,5 | 252,4   | 479,6   | 708,7   |
| Danemark         | 70,2  | 94,8  | 106,9 | 138,3 | 158,3 | 173,3 | 186,0 | 273,5 | 522,7   | 594,8   | 661,8   |
| Slovénie         | 105,7 | 123,8 | 124,2 | 124,8 | 124,9 | 123,9 | 106,7 | 174,0 | 299,9   | 488,4   | 626,2   |
| Italie           | 269,0 | 295,1 | 303,5 | 311,3 | 325,0 | 332,4 | 345,7 | 381,5 | 424,5   | 513,6   | 607,4   |
| Pologne          |       |       |       |       |       | 12,8  | 34,7  | 202,7 | 323,7   | 464,1   | 571,9   |
| Portugal         | 21,7  | 26,8  | 40,2  | 44,3  | 55,2  | 65,2  | 88,3  | 160,0 | 247,6   | 373,0   | 532,5   |
| Suède            |       |       |       |       | 23,1  | 41,9  | 68,2  | 154,6 | 230,0   | 379,6   | 473,2   |
| Malte            | 45,0  | 58,7  | 127,5 | 170,5 | 247,9 | 276,0 | 305,1 | 396,9 | 394,8   | 417,0   | 419,2   |
| France           | 61,6  | 71,6  | 87,6  | 99,1  | 120,5 | 141,4 | 157,9 | 218,5 | 253,0   | 230,0   | 363,4   |
| Tchéquie         | 192,5 | 202,8 | 196,1 | 197,7 | 192,9 | 193,0 | 197,2 | 198,0 | 241,0   | 230,1   | 362,6   |
| Lettonie         |       |       |       |       |       |       | 1,6   | 4,2   | 29,9    | 187,5   | 352,6   |
| Roumanie         | 0,3   | 51,1  | 64,8  | 66,7  | 70,0  | 70,5  | 71,4  | 72,8  | 74,3    | 100,6   | 245,9   |
| Croatie          |       |       |       |       | 12,4  | 14,9  | 16,9  | 26,9  | 47,1    | 119,7   | 222,6   |
| Irlande          |       |       |       |       |       | 6,0   | 7,3   | 27,2  | 33,5    | 84,5    | 221,4   |
| Finlande         |       |       |       |       | 11,1  | 22,7  | 39,0  | 73,0  | 106,5   | 183,0   | 215,7   |
| Slovaquie        | 95,7  | 99,3  | 109,0 | 109,0 | 98,1  | 97,6  | 86,6  | 98,0  | 98,8    | 116,2   | 160     |
| Union européenne | 136,3 | 155,8 | 171,5 | 186,1 | 208,3 | 223,6 | 254,5 | 355,3 | 437,4   | 572,5   | 682     |

En 2023, l’Union européenne a mis en service 53 124 MWc de nouvelles installations photovoltaïques, en forte hausse par rapport à 2022 : +27,5 %, après 41,7 GWc en 2022 et 25,9 GWc en 2021 ; après déduction des mises hors service (25 MWc), la puissance installée du parc européen atteint 256,9 GWc à la fin de 2023, en progression de 26,1 %. La part de marché de l'Asie a été de 68,8 % en 2023, celle de l'Europe de 15,7 %, celle de l'Amérique du nord de 7,8 % et celle du reste du monde de 7,7 %. Les bons résultats du marché européen s’expliquent surtout par la hausse des prix de l’électricité et du gaz causée par la guerre en Ukraine, et par le plan REPowerEU de mai 2022 dont l’objet est de faire cesser la dépendance de l’UE à l’égard des combustibles fossiles russes. La part de l'Allemagne dans ces installations a dépassé le quart.
En 2022, l’Union européenne a mis en service 32 819 MWc de nouvelles installations photovoltaïques, en forte hausse par rapport à 2021 : +23,6 % ; après déduction des mises hors service (70 MWc), la puissance installée du parc européen atteint 195,4 GWc à la fin de 2022, en progression de 20,1 %. La part de marché de l'Asie a été de 58,5 % en 2022, celle de l'Europe de 19,7 %, celle de l'Amérique du nord de 10,1 % et celle du reste du monde de 11,8 %. Les bons résultats du marché européen s’expliquent par plusieurs facteurs : les prix élevés de l’électricité sur les marchés de gros ont fortement renforcé l’attractivité financière de l’électricité solaire, et ce malgré la hausse des coûts de production ; les tensions géopolitiques avec la Russie ont conduit les Européens à mettre en place un important volet solaire dans le plan REPowerEU dont l’objet est de faire cesser la dépendance de l’UE à l’égard des combustibles fossiles russes ; la filière photovoltaïque est caractérisée par des capacités de déploiement extrêmement rapide ; contrairement à 2021, la demande a été beaucoup moins contrainte par les goulets d’étranglement dans les chaînes d’approvisionnement.
En 2021, l’Union européenne a mis en service 22 766 MWc de nouvelles installations photovoltaïques, en forte hausse par rapport à 2020 : +24,9 % ; après déduction des mises hors service (51 MWc), la puissance installée du parc européen atteint 158,9 GWc à la fin de 2021, en progression de 16,7 %. La part de marché de l'Asie a été de 53,7 % en 2021, celle de l'Amérique du nord de 16,5 %, l'Europe ne représentant plus que 17,2 % du marché mondial.
En 2020, la part de marché de l'Union européenne atteint 14,1 % (19,6 GWc sur 139,4 GWc), contre 34,6 % pour la Chine et 13,8 % pour les États-Unis, le Vietnam et le Japon occupant les troisième et quatrième rangs ; le parc photovoltaïque de l'Union européenne à la fin de 2020 représente 19,9 % du parc mondial (151,2 GWc sur 758,9 GWc).
En 2019, l’Union européenne a installé 15 635 MWc de nouvelles installations photovoltaïques, en forte hausse après les 8,5 GWc installés en 2018 ; après déduction des mises hors service, la puissance installée du parc européen atteint 130,67 GWc à la fin de 2019, en progression de 13,5 % (117,05 GWc hors Royaume-Uni). Cette accélération s'explique d'abord par le retour de l'Espagne, qui a pris la tête du marché avec 3 993 MWc de nouvelles installations devant l'Allemagne (3 856 MWc) et les Pays-Bas (2 402 MWc) ; plusieurs pays ont renforcé leur politique d'appels d'offres pour compenser leur retard par rapport à leurs objectifs ; la directive sur l'énergie renouvelable du 11 décembre 2018 incite les états membres à favoriser l'autoconsommation ; le marché a par ailleurs été stimulé par la levée fin 2018 des barrières anti-dumping contre les modules photovoltaïques chinois. Le marché européen représente seulement la moitié de celui de la Chine (30,1 GWc), pourtant en forte baisse (-32 %), mais reste supérieur à celui des États-Unis (13,3 GWc).
En 2018, la puissance supplémentaire connectée dans l’Union européenne s’est établie à 7 606 MWc, en progression de 33,7 % par rapport à 2017, portant la puissance installée du parc européen à 114,55 GWc (données provisoires). Cette reprise du marché européen résulte de la transition vers les mécanismes de marché pour les grandes centrales, ainsi que de l'abolition en septembre 2018 des taxes anti-dumping contre les modules chinois. L'Allemagne a poursuivi sa récupération, connectant 2 938 MWc contre 1 625 MWc en 2017, soit +80,8 %, dont les trois quarts sur toitures et le reste au sol. L'Europe ne représente plus que 7,6 % du marché mondial, alors que la part de la Chine atteint 45 %. Plus aucun pays de l’Union européenne ne figure dans le top 5 mondial des principaux marchés : derrière le trio de tête composé de la Chine (44,4 GWc), de l’Inde (10,8 GWc) et des États-Unis (10,6 GWc), se placent le Japon (6,5 GWc) et l'Australie (3,8 GWc).
En 2017, les nouvelles installations ont été de 5 562 MWc, en baisse de 11,1 % par rapport à 2016, portant la puissance installée du parc européen à 106,6 GWc. Le marché européen était dans une phase de transition, moins axé sur un développement rapide de grandes centrales, mais encadré par une politique d'appels d'offres et plus tourné vers des systèmes en toitures commerciales et résidentielles. L'Allemagne a repris la première place après l'avoir laissée trois années au Royaume-Uni. L'Europe ne représente plus que 5,6 % du marché mondial, alors que la part de la Chine atteint 53 %. Plus aucun pays de l’Union européenne ne figure dans le top 5 mondial des principaux marchés.
Le marché européen du photovoltaïque a connu une rechute en 2016 avec seulement 6 GWc installés après son rebond de 2015 à près de 8 GWc ; les deux tiers des installations sont restées concentrées sur trois pays : Royaume-Uni, Allemagne et France.
Après trois années de forte baisse, le marché européen a connu en 2015 un léger redressement avec une croissance de 3 % des installations : 7,23 GWc contre 7,01 GWc en 2014 ; ce niveau reste cependant trois fois plus faible que celui de 2011, et ne représente plus que 14 % du marché mondial ; trois pays ont contribué pour 80 % à ce marché : Royaume-Uni, Allemagne et France.
En 2014, le marché de l'Union européenne a connu une forte baisse : -32 %, avec 6,9 GWc installés dans l'année, alors que la Chine a installé à elle seule 10,6 GWc, le Japon 9,7 GWc et les États-Unis 6,2 GWc. Le marché européen ne cesse de reculer depuis le pic de 2011 : 22 GWc. Sa part dans le marché mondial n'était plus que de 17 % environ.
En 2013, alors que le marché mondial a connu une relance marquée, celui de l'Union européenne a subi une chute brutale : 9,9 GWc installés dans l'année contre 16,7 GWc en 2012, soit un recul de plus de 40 % ; sa part dans le marché mondial a chuté de 73,6 % en 2011 à 26,5 % en 2013.

### Autoconsommation
Entre 2022 et 2023, le taux d'autoconsommation est passé de 8,1 % à 10,7 % en Allemagne, de 10 % à 12 % en Espagne, de 27,1 % à 30,2 % au Portugal. Cette tendance générale à l'augmentation de l’autoconsommation dans l’Union européenne s’explique par la forte hausse du prix de l’électricité et par le taux d’équipement de plus en plus important en systèmes de stockage par batterie.
En 2024, l’autoconsommation a poursuivi sa progression : en Allemagne, l’AGEE-Stat, qui a revu sa méthodologie, estime la part de l’autoconsommation solaire à 18 % en 2024 contre 13 % en 2023 ; en Espagne, le ministère de la Transition écologique l'estime à 16 % contre 12,6 % en 2023 ; au Portugal, la GDEG l'estime à 31,7 % contre 30,2 % en 2023 ; en Italie, le GSE l'estime à environ 25 % en 2023.

### Politique énergétique
La directive 2009/28/EC sur les énergies renouvelables, découlant du paquet climat-énergie, fixait l'objectif de 20 % de renouvelables en 2020 et chacun des pays membre a élaboré un plan pour parvenir à cet objectif.
Plusieurs dispositifs de soutien ont été utilisés :
- le système de tarifs d'achat garantis (en anglais : feed-in tariff, c'est-à-dire tarif d'injection [au réseau]) est le système de soutien le plus utilisé en Europe, à la suite de la mise en place de la Directive 2001/77/EC : les fournisseurs d'électricité ont l'obligation légale d'acheter toute la production des installations de production d'électricité à partir d'énergie renouvelable, pendant 10 à 20 ans, à des tarifs fixés par l'administration ; le surcoût de ces tarifs par rapport aux prix du marché de gros est remboursé aux fournisseurs au moyen d'une surtaxe sur les factures d'électricité des consommateurs. En Allemagne, cette surtaxe est dénommée EEG-Umlage et en France Contribution au service public de l'électricité (CSPE) ; la CRE prévoit qu'en 2015 le montant du surcoût du photovoltaïque atteindra 2,2 milliards d'euros[24].
- un autre dispositif fréquemment utilisé, conjointement à celui des tarifs d'achat, est celui des appels d'offres : il est utilisé surtout pour les grandes installations (parcs éoliens en mer, grandes centrales solaires, centrales à biomasse, ...).
- le contrat pour différence (ou prime ex-post) est un nouveau système, proposé d'abord sur option en Allemagne, en Italie et au Royaume-Uni, et préconisé par la Commission européenne pour remplacer les tarifs d'achat garantis : un niveau de référence (target price) est défini par le régulateur ; le producteur vend l’électricité produite au prix de marché de gros, directement ou via un « intégrateur », notamment pour les acteurs sans accès direct au marché (petits producteurs) ; le producteur perçoit un complément de rémunération (« prime ») dans le cas où la différence entre le niveau de référence et le prix de marché est positive ; sinon le producteur doit verser le surplus perçu ; une variante (le contrat pour différence asymétrique) ne prévoit pas ce reversement.

À compter du 1er janvier 2016, le système des tarifs d’achat réglementés dont bénéficient les énergies renouvelables disparaît, pour faire place à un dispositif de vente sur le marché assorti d’une prime. Pour vendre leur électricité sur le marché, de nombreux producteurs d’énergie verte font appel à un intermédiaire : l’agrégateur, car les producteurs doivent fournir des prévisions, et subissent des pénalités en cas d'erreur ; or, dans les renouvelables, il est difficile d’établir des estimations fiables, surtout pour les petits producteurs ; les agrégateurs, qui achètent de l’électricité à plusieurs producteurs, voient leurs risques d’erreur minimisés grâce à la diversification de leur portefeuille. Parmi les agrégateurs, outre EDF et Engie, les acteurs allemands mettent à profit leur expérience.

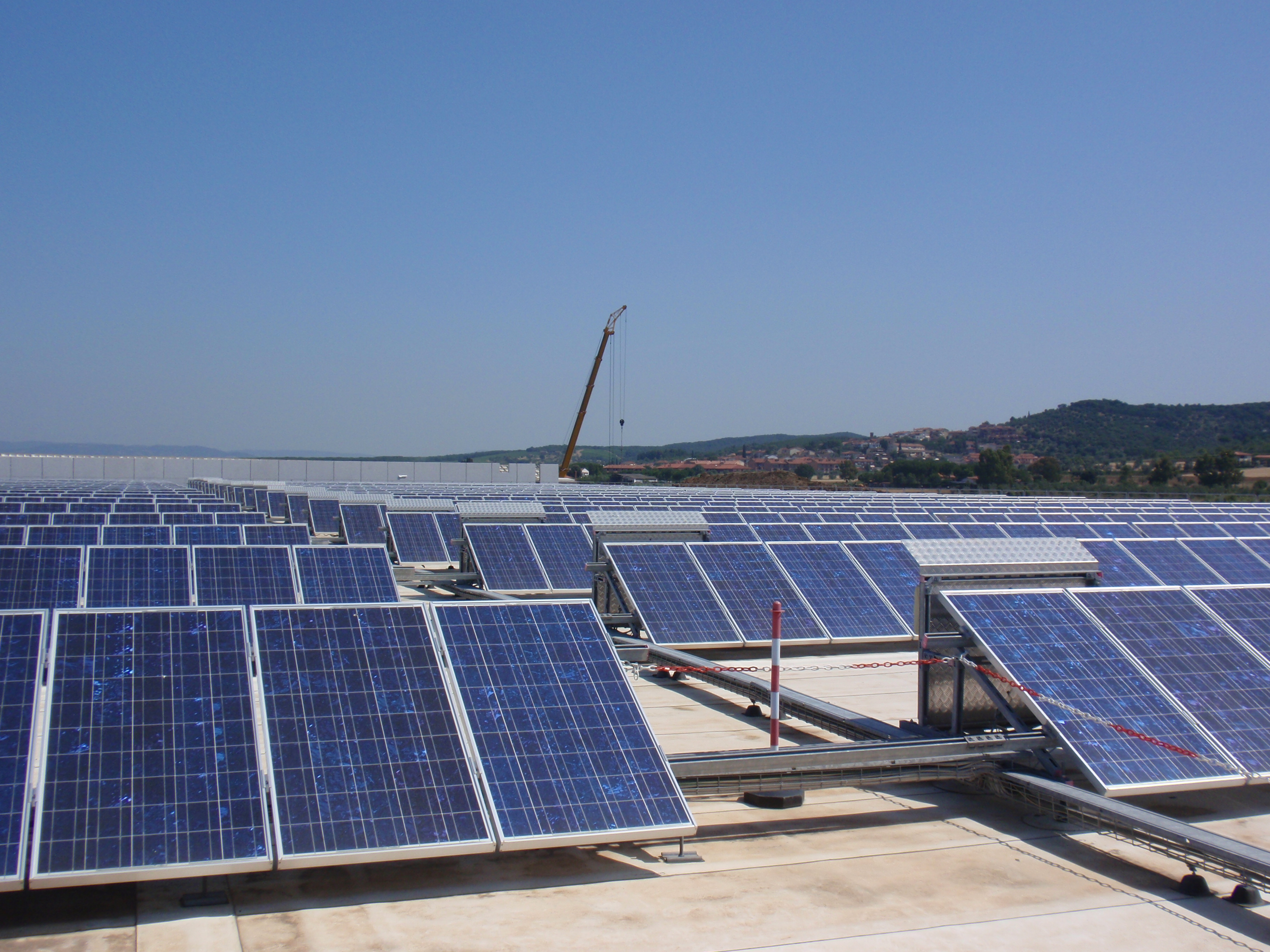
Centrale photovoltaïque d'Unicoop Tirreno a Vignale Riotorto (Piombino (Italie)).

De nombreux pays européens pionniers du photovoltaïque ont décidé en 2014 de limiter la croissance de cette filière afin de limiter l'augmentation du prix de l'électricité et de maîtriser l'intégration des énergies renouvelables dans leur mix énergétique ; en effet, la croissance de ces énergies dans un contexte de baisse des consommations a réduit la rentabilité des moyens de production conventionnels ; dans les pays où le prix de l'électricité dépasse le coût du photovoltaïque, le développement de l'autoconsommation cause des pertes de recettes aux gestionnaires des réseaux, si bien que plusieurs pays envisagent de mettre en place des taxes sur l'autoconsommation ; de telles taxes ont déjà été votées en Allemagne et en Italie ; aux Pays-Bas, une modification récente de la structure des coûts de distribution a rendu l'autoconsommation moins avantageuse ; en Espagne, le gouvernement a renoncé à signer le décret d'application du péage sur l'électricité solaire auto-consommée.
La plupart des pays européens ont supprimé ou fortement réduit en 2013 les aides afin de reprendre le contrôle du développement de la filière et d'enrayer la spéculation, qui avait fait croître trop fortement les factures d'électricité alourdies par les taxes destinées à financer les subventions ; la Commission européenne préconise d'exposer progressivement les énergies renouvelables au marché à mesure de leur maturité et donc de supprimer à terme les subventions.
L'imposition d'un prix plancher anti-dumping aux importations de modules chinois ayant porté préjudice aux développeurs, la Commission a décidé d'assouplir ce dispositif en abaissant le seuil de 56 c€/Wc à 53 c€/W au 1er avril 2014 ; les prix des modules en Chine et dans le sud-est asiatique étaient en 2013 inférieurs de 18 à 25 % à ceux pratiqués en Europe. Le marché pourrait se redresser légèrement en 2014.
En décembre 2022, La Commission européenne lance l’Alliance de l’industrie solaire photovoltaïque, dont l’objet est de disposer d’un écosystème solaire photovoltaïque européen capable de sécuriser et de diversifier son approvisionnement en modules solaire. L’UE a défini un objectif de 30 GW par an d’approvisionnement en panneaux européens d’ici 2025. Le projet de loi Net Zero Industry Act (NZIA) de la Commission européenne vise à relancer ses industries stratégiques pour la neutralité carbone. Elle a par ailleurs trouvé le 30 mars 2023 un accord sur la directive révisée sur les énergies renouvelables en fixant le nouvel objectif à 42,5 % d’énergie renouvelable dans la consommation finale d’énergie d’ici 2030), définissant une trajectoire de développement compatible avec son Pacte vert pour l'Europe. Cette  directive révisée est beaucoup plus restrictive en matière d’énergie biomasse et va donc reporter une partie des efforts de l’énergie du vivant vers le solaire photovoltaïque, la filière énergie renouvelable au potentiel de développement le plus rapide et conséquent. La stratégie de l’UE pour l’énergie solaire vise à mettre sur le réseau plus de 320 GWc d’énergie solaire photovoltaïque d’ici à 2025, soit plus du double par rapport à 2020, et environ 600 GWc d’ici à 2030.
Alors que les équipementiers européens du photovoltaïque avaient été balayés par leurs concurrents chinois à la fin des années 2000, les survivants font face, depuis 2023, à une seconde vague d'arrivée massive de panneaux chinois à prix cassés, liée à l'adoption de mesures protectionnistes aux États-Unis et en Inde. Selon le cabinet Rystad Energy, depuis 2019, les importations de panneaux solaires chinois, en valeur, ont quasiment été multipliées par quatre en Europe tandis que le prix du watt est tombé à un plus bas historique de 0,11 euro. Les usines européennes tournent au tiers de leur capacité et ne fournissent plus que 3,5 % de la demande. Selon l'association SolarPower Europe, huit producteurs ont déjà fait faillite ou mis leurs installations en sommeil depuis août 2023, dont l'autrichien Energetica Industries, le néerlandais Exasun et le norvégien NorSun. L'Union européenne a décidé que le choix des fournisseurs de panneaux devra se faire en tenant compte de critères sociaux et environnementaux, pour un tiers des enchères publiques, mais ce texte n'entrera pleinement en vigueur qu'à partir de l'automne 2025.
Le 3 avril 2024, la Commission européenne annonce l'ouverture de deux enquêtes anti-subvention contre des consortiums de fabricants de panneaux solaires, impliquant des filiales des groupes chinois Longi et Shanghai Electric, dans le cadre de leur candidature à un appel d'offres pour concevoir, construire et exploiter un parc photovoltaïque en Roumanie, partiellement financé par des fonds européens. Le 14 mai 2024, elle met un terme à ces enquêtes anti-subventions, les industriels chinois s'étant retirés purement et simplement de l'appel d'offres. Ces procédures ne concernent que les appels d'offres publics, et l'Union européenne doit lancer une procédure à chaque fois. Les commandes du secteur privé ne sont pas concernées, le marché européen reste donc largement ouvert aux panneaux solaires chinois ; il n'y a pas de droit de douane sur les importations de panneaux asiatiques dans l'Union.
L’Alliance européenne de l’industrie solaire photovoltaïque (ESIA) soutient plus de vingt projets, dont plusieurs à l’échelle de plusieurs gigawatts, comme celui de la start-up Carbon, de 5 GW à installer sur le site de Fos-sur-Mer avec une production intégrée sur toute la chaîne de valeur (du polysilicium à la fabrication de modules), pour un coût de 1,5 milliard d’euros. Mais ces projets nécessiteront d'importantes subventions.

### Perspectives
Le solaire photovoltaïque pourrait représenter 9 à 12 % de la demande en électricité en Europe d'ici à 2030, selon une étude publiée en juin 2015 par Roland Berger Strategy Consultants. C'est bien davantage que les prévisions établies jusque-là par l'Agence internationale de l'énergie, le World Energy Council ou même Greenpeace. Les particuliers et les entreprises tertiaires sont toujours plus nombreux à équiper leurs toits, car le prix des systèmes ne cesse de baisser. En Allemagne, le prix du solaire PV est d’ores et déjà inférieur de 17 c€/kWh aux prix de marché pour les usages domestiques. De nouvelles technologies, telles que le stockage par batterie et la domotique, vont faciliter l’autoconsommation de l’énergie produite par le solaire PV, réduisant d’autant les quantités d’énergie en surplus vendues à bas prix au réseau électrique. De plus, la simplification de l’accès aux solutions de financement et la professionnalisation de la filière des installateurs rendront encore plus accessible l’investissement dans ce type de solution. En Europe, les énergéticiens traditionnels sont pratiquement absents de ce segment de marché ; la décision d’investissement est prise par les particuliers, dans une perspective de réduction de leur facture énergétique et non pas par les énergéticiens dans une perspective d’optimisation du système électrique. Ce mode de développement nouveau pourrait avoir des conséquences radicales sur le système électrique. En Allemagne, en Italie et en Grèce, la capacité installée de solaire PV dépassera la demande de base (baseload) dès 2025. Elle pourrait même dépasser 50 % de la demande de pointe (peakload) dans certaines zones ou à certaines périodes, requérant de créer de nouveaux débouchés par exemple à l’export ou de renforcer les réseaux et les capacités de stockage,.
Le 6 février 2023, Enel annonce son intention de multiplier par 15 la capacité de production annuelle de son usine de panneaux photovoltaïques à Catane, en Sicile. Les travaux d'extension ont commencé en avril 2022 et devraient porter la capacité de production de l'usine 3Sun de 200 à 400 MW en septembre 2023, puis à la pleine capacité de 3 GW d'ici à juillet 2024. Elle deviendrait ainsi, selon Enel, la plus grande usine de panneaux solaires d'Europe, devant celle du groupe suisse Meyer Burger située à Freiberg, dans l'est de l'Allemagne, d'une capacité annuelle de 400 MW. L'investissement dans cette gigafactory s'élève à 600 millions €, dont 188 millions € provenant du Fonds pour l'innovation de Bruxelles et du plan de relance européen. Elle utilise une technologie développée dans les laboratoires français du CEA.

## Solaire thermodynamique

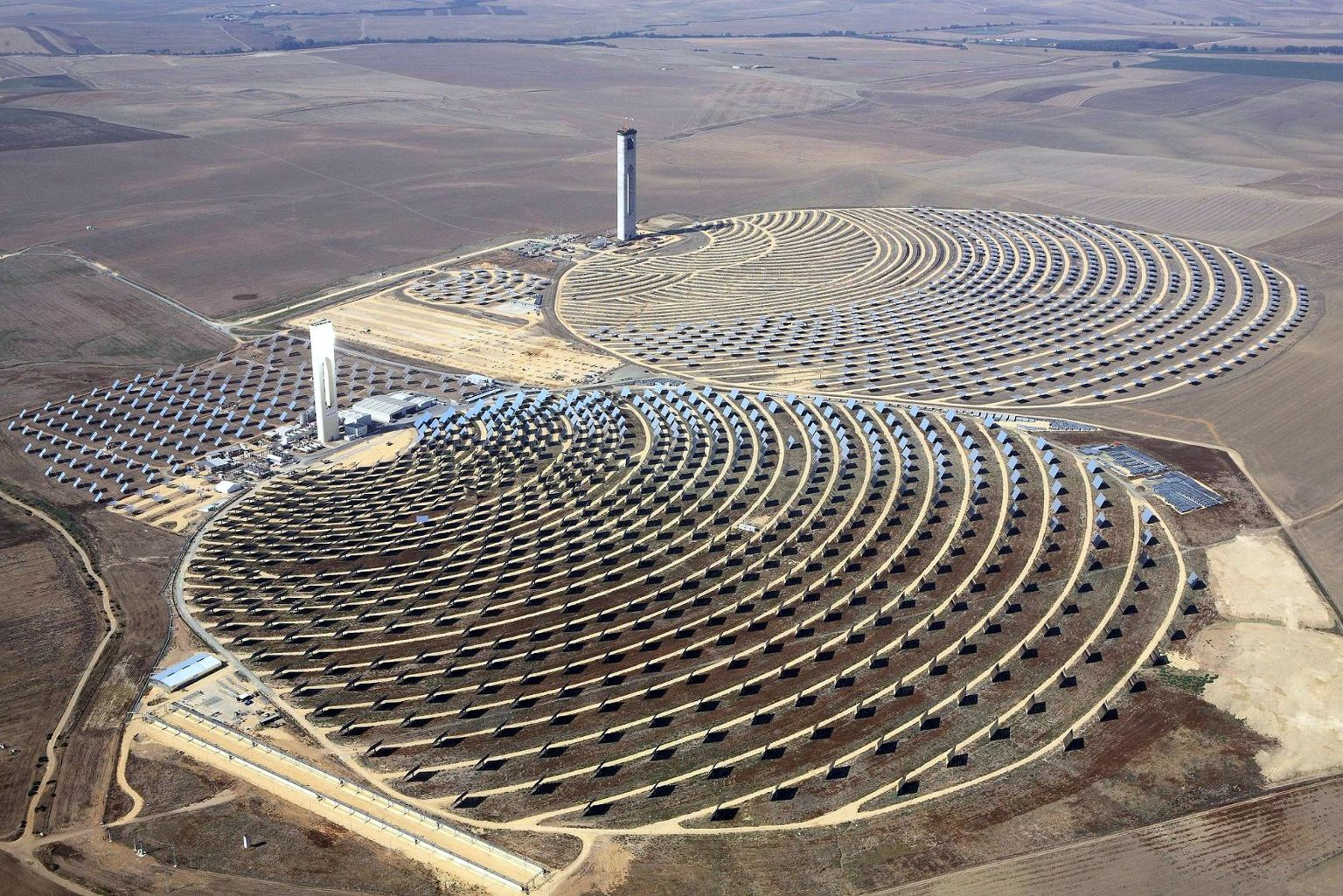
Centrales solaires thermodynamiques PS20 et PS10 en Andalousie, Espagne, 2007.

La production des centrales solaires thermodynamiques espagnoles atteignait 5 175 GWh en 2021, soit 1,9 % de la production totale du pays. En 2020, leur production s'élevait à 4 992 GWh, soit 36,4 % de la production mondiale du solaire thermodynamique. L'AIE ne comptabilise pas d'autre production de cette filière en Europe.
La filière solaire thermodynamique totalise une puissance installée de 2 328,8 MW dans l’Union européenne fin 2021, dont 2 303,9 MW en Espagne, 9,75 MW en France (dont le projet Ello de 9 MW mis en service en 2019), 8,15 MW en Italie, 5,5 MW au Danemark (projet Aalborg-Brønderslev mis en service en 2016) et 1,5 MW en Allemagne (centrale à tour de Jülich mise en service en 2010).
| Pays             | 2007 | 2008 | 2009  | 2010  | 2011    | 2012    | 2013    | 2017    | 2021    |
| Espagne          | 10   | 60   | 281,4 | 531,4 | 1 151,4 | 1 953,9 | 2 303,9 | 2 303,9 | 2 303,9 |
| France           | 0    | 0    | 0     | 0,5   | 0,75    | 0,75    | 0,75    | 0,75    | 9,75    |
| Italie           | 0    | 0    | 0     | 5     | 5       | 5       | 5,35    | 8,15    | 8,15    |
| Danemark         | 0    | 0    | 0     | 0     | 0       | 0       | 0       | 5,5     | 5,5     |
| Allemagne        | 0    | 0    | 0     | 1,5   | 1,5     | 1,5     | 1,5     | 1,5     | 1,5     |
| Union européenne | 10   | 60   | 281   | 738   | 1 159   | 1 961   | 2 311   | 2 314   | 2 329   |

La puissance installée était de 2 314,3 MW en Europe fin 2017, dont 2 303,9 MW en Espagne. La construction de centrales solaires à concentration en Espagne a commencé après le décret royal 436/2004 qui mettait en place les conditions tarifaires nécessaires aux investissements dans ce type de centrale. La première centrale (PS10) a été mise en service en 2007 ; de 2007 à 2013, l'Espagne a construit 49 centrales commerciales et un prototype (Puerto Errado 1). Le développement de la filière a été stoppé net par l’instauration d’un moratoire en 2012, le gouvernement conservateur de l’époque refusant de maintenir les subventions attribuées aux énergies renouvelables. Selon Red Eléctrica de España, la production a atteint 5 348 GWh en 2017, contre 5 071 GWh en 2016 et 5 085 GWh en 2015. Malgré la fin du moratoire, le lancement depuis 2017 de nouveaux appels d’offres d'énergies renouvelables « technologiquement neutres » ne laisse aucune chance au solaire thermodynamique pour le moment face aux technologies concurrentes comme le solaire photovoltaïque. La France met en service à l'été 2018 sa première centrale solaire à concentration de taille commerciale (9 MW), située dans l’est des Pyrénées à Llo ; le projet Ello est la première centrale de type Fresnel dotée d’un système de stockage.
La puissance installée était de 2 311,5 MW en Europe fin 2013, dont 2 303,9 MW en Espagne ; cependant, la suspension en 2012 des aides aux énergies renouvelables a stoppé net leur développement ; la nouvelle loi en préparation dégrade la rentabilité des installations existantes et décourage tout nouvel investissement pour plusieurs années. Le pays qui semble avoir les meilleures perspectives est l'Italie, où de nombreux projets ont éclos grâce au nouveau système de tarifs d'achat mis en place fin 2012 : 392 MW de projets sont en cours de développement, la plupart situés en Sardaigne et en Sicile ; en France, deux centrales sont en développement (21 MW) ; avec 51 MW à Chypre, 125 MW en Grèce et 50 MW en Espagne, le total des projets européens atteint 639 MW.
L'Europe était encore en 2013 très en avance sur le reste du monde, avec 2,3 GW sur 3,7 GW, soit 62 % de la puissance installée, mais pourrait être rapidement dépassée par les États-Unis.